# Heart Butte
Heart Butte – jednostka osadnicza w Stanach Zjednoczonych, w stanie Montana, w hrabstwie Pondera. Miejscowość leży na terenie rezerwatu Indian Czarnych Stóp i jego jedną z głównych osad.